# Фримонт (Калифорния)
Фримонт (англ. Fremont) — город в Калифорнии, США. Расположен в округе Аламида, в юго-восточной части области залива Сан-Франциско, где является четвёртым по величине городом. Город Ньюарк образует анклав внутри Фримонта.

## История

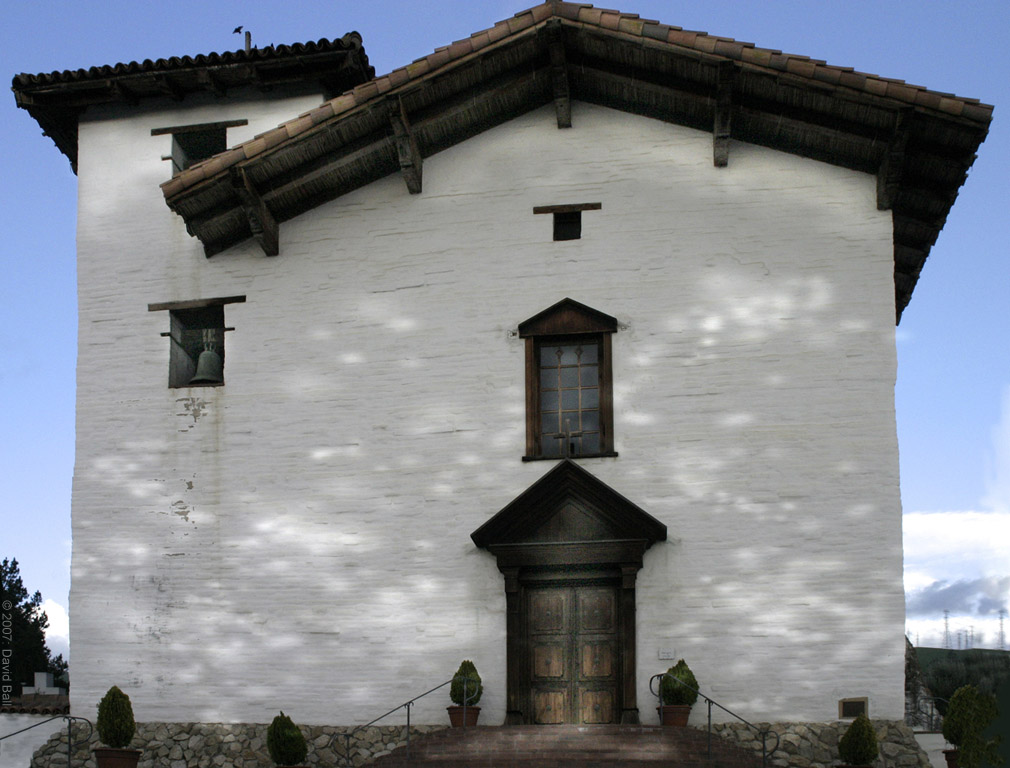
Историческое здание католической миссии Сан-Хосе во Фримонте

Город образован 23 января 1956 года после слияния пяти небольших городских общин: Сентервилл (Centerville), Ирвингтон (Irvington), Миссия Сан-Хосе (Mission San Jose), Найлс (Niles) и Уорм-Спрингс (Warm Springs). Назван в честь Джона Фримонта.
В 1997 году город был награждён премией All-America City Award (с англ. — «Всеамериканский город») присуждаемой Национальной гражданской лигой, которую неофициально называют «Нобелевской премией за конструктивное гражданство» и которая выдается за активную гражданскую позицию жителей некорпоративных сообществ Соединённых Штатов в жизни местного самоуправления.

## Промышленность
Во Фримонте располагается компания Hurricane Electric, предоставляющая веб-услуги с ориентацией на IPv6 и производитель электромобилей компания «Тесла Моторс».

## Транспорт
В городе расположена одноименная станция BART.